# 士兵的报酬

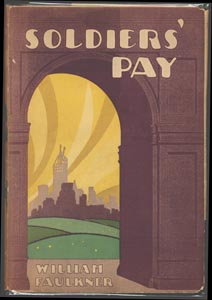
第一版封面

《士兵的报酬》（英語：Soldiers' Pay）是威廉·福克纳的第一部长篇小说，1926年出版。故事背景设定在第一次世界大战前后，风格上靠近迷惘的一代文学，美国南方文学的特征并不明显。故事讲述在英国皇家空军服役的唐纳德·马洪头部严重受伤而退役。回国后马洪丧失了记忆并失明，在乔·吉利根和玛格丽特·鲍尔斯的扶助下从纽约回到佐治亚州的家乡。玛格丽特的丈夫在战争中阵亡，爱上了重残的马洪，跟他回家。乔却爱着玛格丽特。回家后，马洪当牧师的父亲忽视儿子的悲剧。马洪又遇到了另外两个女人埃米和塞西莉。塞西莉已和马洪订婚，却爱着乔治·法尔，同他私奔。马洪因为和玛格丽特一直在一起而遭到众人怀疑。玛格丽特与马洪结婚，而乔一直在他们身边陪伴。